# Kochermühle
Kochermühle ist ein Ortsteil der Gemeinde Kressbronn am Bodensee im baden-württembergischen Bodenseekreis in Deutschland.

## Lage
Der Ortsteil Kochermühle liegt rund zwei Kilometer nordwestlich der Kressbronner Ortsmitte zwischen den anderen Ortsteilen Betznau und Gohren sowie der Argen bzw. dem zu Langenargen gehörenden Oberdorf.

## Geschichte

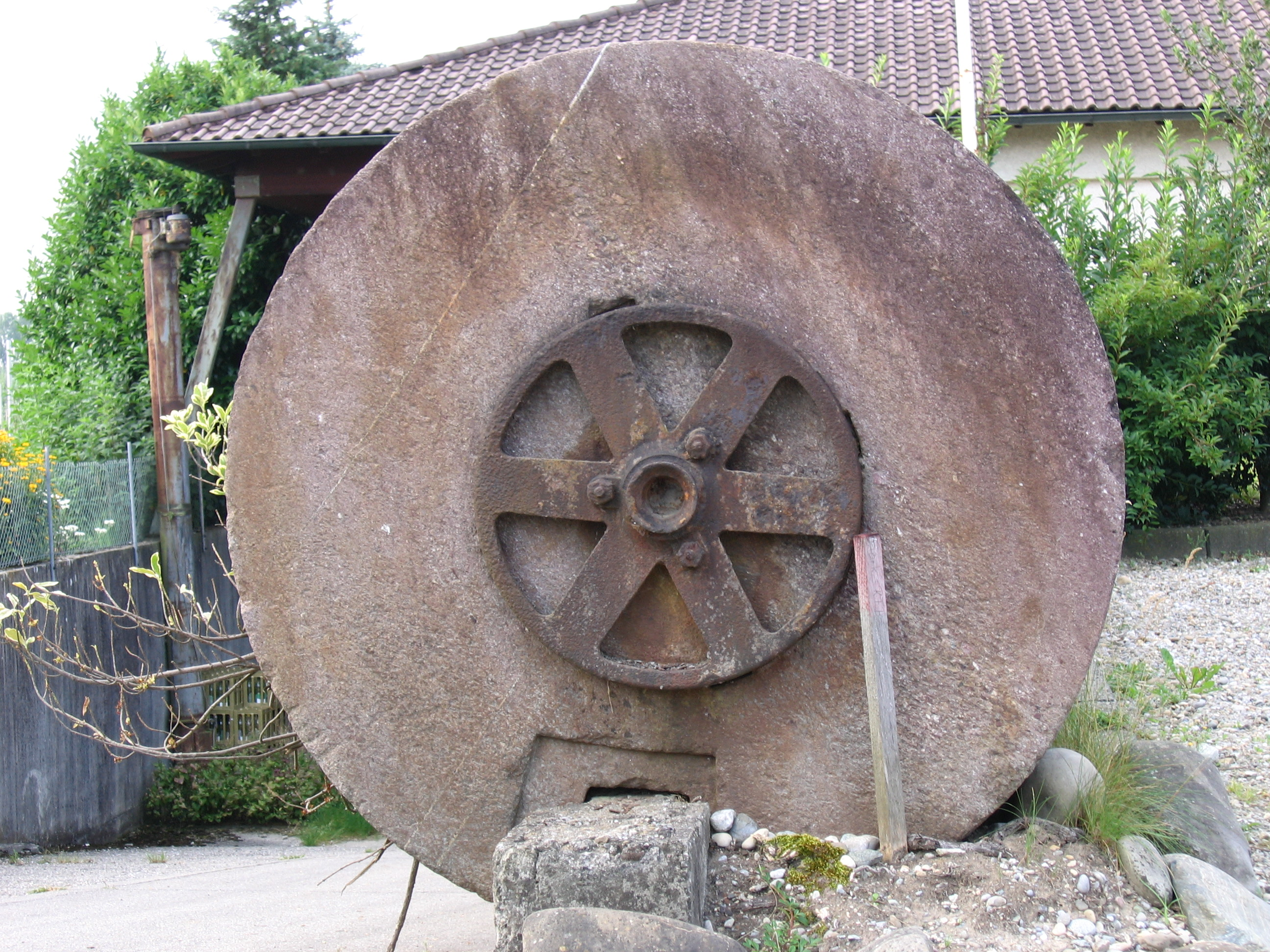
Mühlstein an der Kochermühle

Die ersten Aufzeichnungen zu den Besitzverhältnissen der Kochermühle datieren aus der Zeit um 1590. Damals übernahm Jacob Straubhaar „vom Kocher“ die Mühle. Es folgen die Familien Stible aus Bodnegg und Junker aus Scheidegg. Letztere ist sechs Generationen lang auf der Kochermühle ansässig. 
Da die Kochermühle landesherrliches Eigentum ist, befindet sie sich bis 1780 im Besitz der Grafen von Montfort, es erfolgt die Übernahme durch die Habsburger, 1805 durch das Königreich Bayern und 1810 durch Württemberg.
1821 übernimmt Anton Junker die Kochermühle, die er zehn Jahre später im Zuge der Bauernbefreiung vom württembergischen Staat erwirbt. 1851 löst er Kirchenzehnt und Grundzins ab; die Mühle wird zu seinem uneingeschränkten Eigentum. 1858 verkauft Junker die Kochermühle mit einigen der dazugehörenden Ländereien für etwa 22.000 Gulden an seinen Neffen Johannes Kramer aus Oberdorf.
Ihm folgen Konrad Wielath (1869) und dessen Stiefbruder Josef Anton Kramer (1893). Im Jahr 1906 wird die Mühle samt Wasserkraft an den Langenargener Parkettfabrikanten Ernst Franke verkauft; er veräußert sie 1908 an den aus Holdereggen bei Lindau stammenden Hermann Naeher, der seinen Anteil später an die Argental-Elektrizitätswerke GmbH verkauft. Nach Verwaisung der Mühle übernimmt am 3. Juni 1926 der Zweckverband Oberschwäbische Elektrizitätswerke (OEW), Vorgängerin der Energie-Versorgung Schwaben (EVS) bzw. Anteilseigner der heutigen EnBW, die Kochermühle für 60.000 Mark. Nur ein Jahr später geht das Anwesen (die Wasserkraft bleibt beim OEW) für 38.000 Mark in den Besitz der Gebrüder Adolf und Josef Locher aus Missenhardt über. Sie beschränkten sich auf den Betrieb der Landwirtschaft. Seitdem erinnert an die frühere Kochermühle nur noch ihr Name. 
Bevor Johannes Hornstein aus Nonnenhorn 1961 nach Heirat der Hoferbin die Betriebsführung übernimmt, dient ein Teil des Mühlengeländes während der Besatzungszeit nach dem Zweiten Weltkrieg der französischen Militärbehörde als Schießplatz. Heute befindet sich die Kochermühle in der dritten Generation im Besitz der Familien Locher/Hornstein.

## Mühlenbetrieb

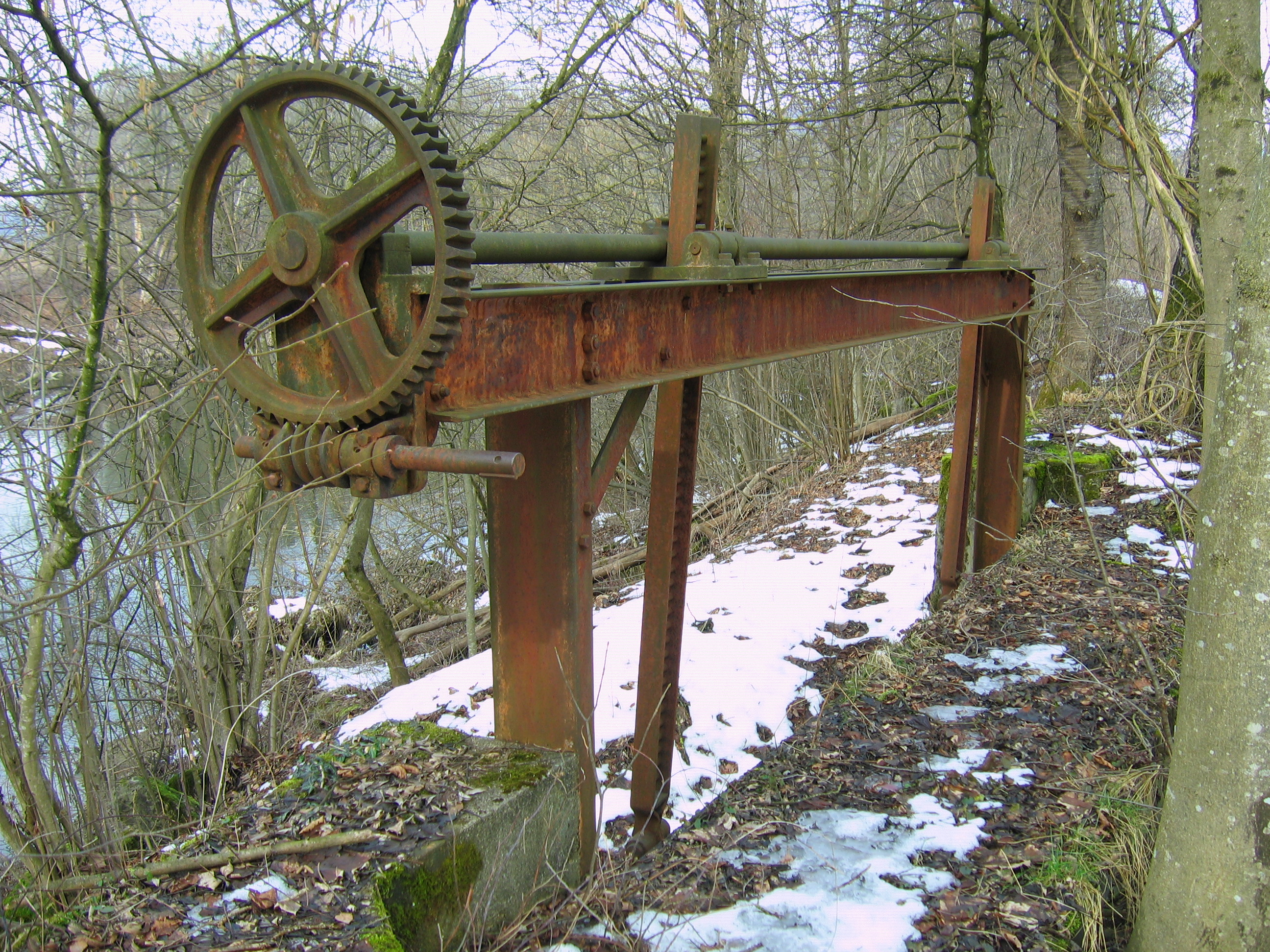
Auslassschleuse des Kochermühlengrabens

Die eigentliche Kochermühle bekam ihr Wasser früher von der Argen. 800 Meter unterhalb Gießenbrücke entsteht im 16. Jahrhundert das spätere Argenhauptwehr (420 m ü. NN), dessen Anlagen heute zum Teil noch beim Spiel- und Grillplatz zu sehen sind. Von hier aus strömt das Wasser (1,3 bis 4,2 Kubikmeter pro Sekunde) durch den etwa 2.500 Meter langen „Kochermüllenbach“ zur Mühle (409 m ü. NN) hin. Das Niveau des 2,80 Meter breiten und 90 Zentimeter tiefen Grabens bleibt bis ungefähr 300 Meter vor der Mühle auf Auslasshöhe, so dass das Wasser durch den Höhenunterschied von neun Metern beträchtlichen Druck auf die maximal fünf Mühlräder bringt. Die Kochermühle ist die leistungsfähigste der vier Mühlen (Ober-, Mittel-, Unter- und Kochermühle) im heutigen Kressbronner Gemeindegebiet. Die Kraft des Wassers treibt vier Mahlgänge, einen Gerbgang und ein Sägewerk an.
Das Hauptwehr wird, zu dem Zeitpunkt schon lange ohne Funktion, im März 1963 durch schweren Eisgang in der Argen und eine erforderliche Sprengung der Eismassen zerstört und der Graben eingeebnet.

### Elektrizitätswerk
Anfang des 20. Jahrhunderts gab es im Zuge der Elektrifizierung umfangreiche Planungen zur Gründung eines Zweckverbandes „Elektrizitätswerks-Genossenschaft Gattnau-Wasserburg eGmbH“. Zweck dieses Verbandes war der Bau eines Elektrizitätswerks in der Kochermühle und die Errichtung eines Verteilernetzes in den zum Verband gehörenden Gemeinden Wasserburg, Nonnenhorn, Nonnenbach, Hemigkofen, Hege, Gattnau und Bodolz. In den Akten des Gemeindearchivs nicht näher erläuterte Punkte bezüglich Wasserrecht und -menge brachten das Projekt 1905 schon wieder zum Scheitern.

## Hofkapelle

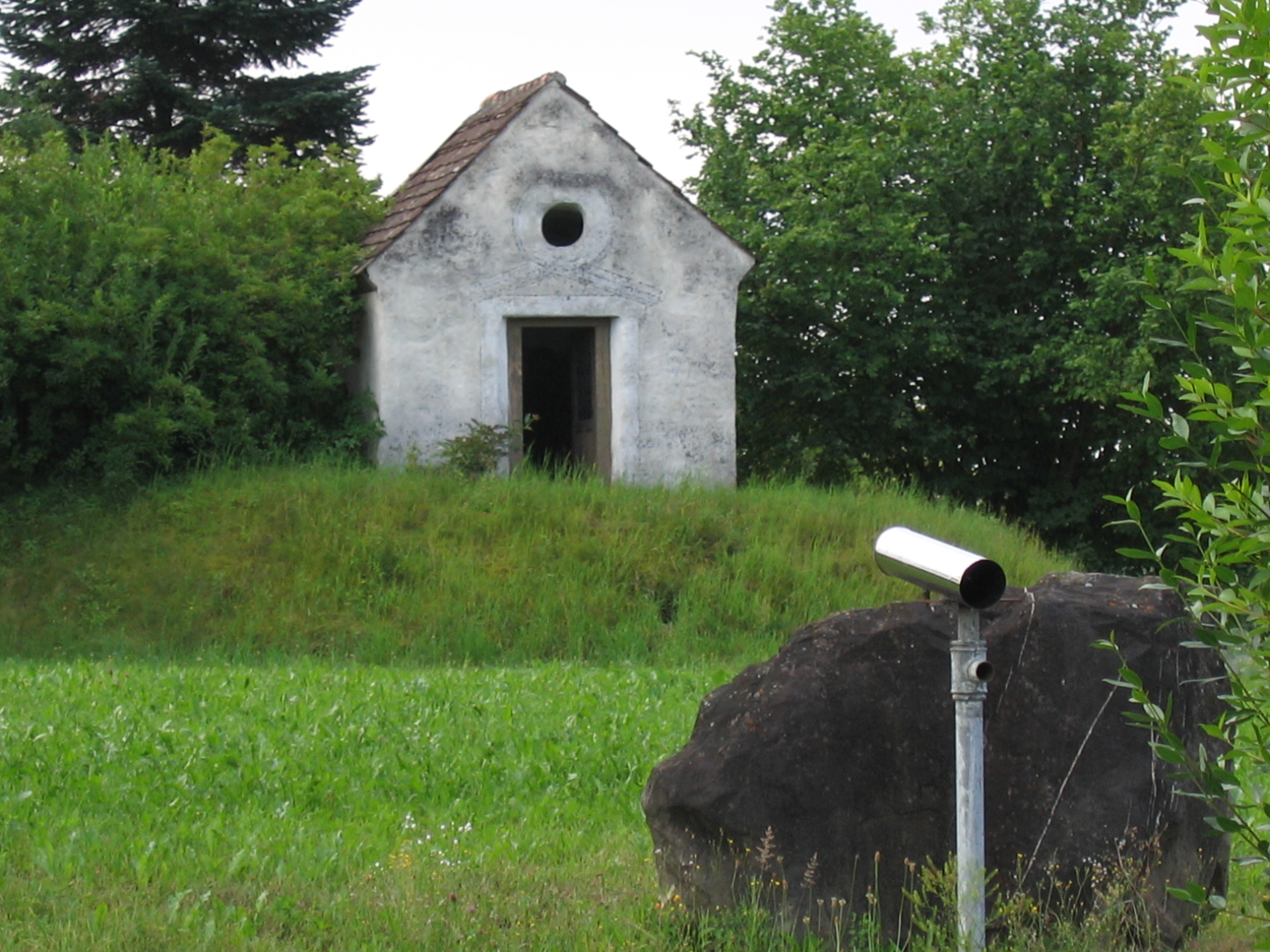
Antonius-Kapelle

Im Jahre 1985 wird die dem Heiligen Antonius, dem Einsiedler, geweihte Kapelle auf dem Hof der Kochermühle durch Schüler der Kressbronner Park-Realschule saniert. Das etwa 275 Jahre alte Gebäude (1878 erscheint die Kapelle erstmals im Gebäudeverzeichnis der Kochermühle) mit drei mal fünf Meter großem Raum, Apsis, Altärchen des späteren 17. Jahrhunderts und kleiner Nische diente früher wahrscheinlich als Wegekapelle an der alten Fuhrstraße von Lindau nach Buchhorn, in der die Reisenden um Hilfe und Schutz gebetet haben. Sie ist das einzige erhaltene Bauwerk des alten Mühlenhofes und steht unter Denkmalschutz.
- Siehe auch → Liste der Kulturdenkmale in Kressbronn am Bodensee

## Verkehr
Am Gebiet der Kochermühle führt die Straße – hier Bushaltestelle der bodo-Linie 7587 (Kressbronn-Langenargen-Friedrichshafen) – von Kressbronn nach Oberdorf vorbei. Sie überquert etwa zweihundert Meter westlich die Argen. 
Bis 1870 wurde die Brücke vom Kochermüller Anton Junker auf eigene Kosten unterhalten. Er hatte – nicht ganz uneigennützig – 1851 beim Oberamt Tettnang den Antrag gestellt, auf eigene Kosten den baufälligen Steg durch eine feste, befahrbare Brücke zu ersetzen. Schon ein Jahr später wird im Amtsblatt für Tettnang und Umgebung von der Eröffnung der neuen Argenbrücke bei der Kochermühle berichtet. Junker darf folgende Brückengelder erheben:
- 1 Kreuzer für eine Person hin oder hin und her am gleichen Tage
- 2 Kreuzer für ein Pferd mit Person
- 2 Kreuzer für ein Stück Vieh, Ochs oder Kuh mit Führer
- 1 Kreuzer für ein Stück Schmalvieh, Schweine, Ziegen
- 3 Kreuzer für ein Pferd, Ochs oder Kuh mit Fuhrwerk und Mann
- 6 Kreuzer für zwei dto.
- 1 Kreuzer für jedes weitere Stück Zugvieh

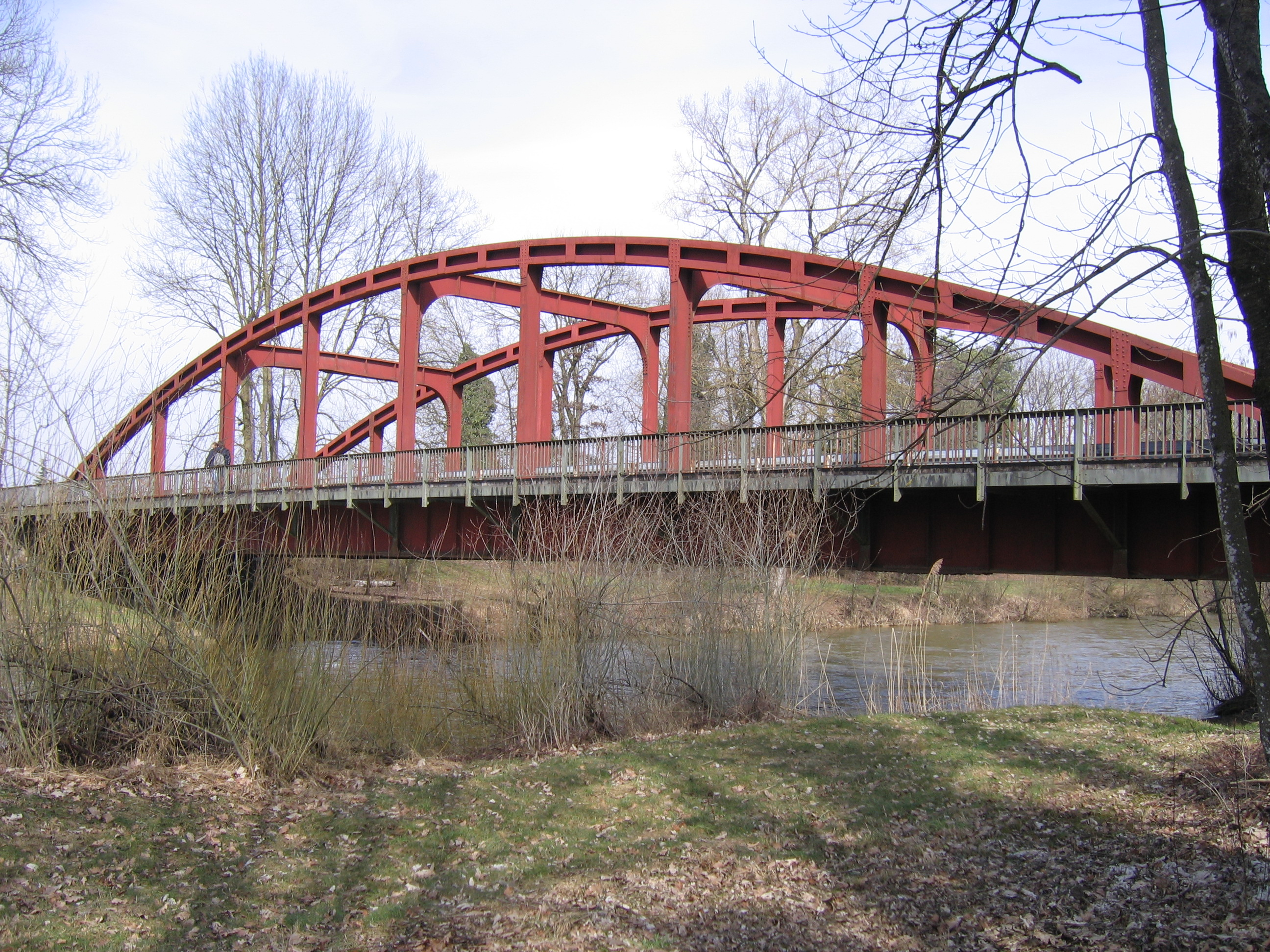
Argenbrücke zwischen Kochermühle und Oberdorf

Mautfrei dürfen bis 1874 nur die Einwohner der drei Anliegergemeinden Oberdorf, Nonnenbach und Hemigkofen passieren.
1870 wird die neue Brücke durch ein Frühjahrshochwasser schwer beschädigt und anschließend gesperrt. Da Müller Konrad Wieladt das nötige Geld zur Behebung der Schäden nicht alleine aufbringen kann, wird unter Vorsitz des Oberamtes Tettnang eine Brückenbau-Gemeinschaft gegründet. Die Gemeinden Hemigkofen (15 Prozent), Nonnenbach (42,5 Prozent), Oberdorf (32,5 Prozent) und der Kochermüller (10 Prozent) bringen das Geld für den Bau (2.150 Gulden 26 Kreuzer) und die künftige Unterhaltung der Brücke ein.
Ein weiteres Frühjahrshochwasser, bedingt durch die Begradigung der Argen, richtet 1876 einen weiteren Totalschaden an. Die notdürftig reparierte Holzbrücke wird mit Beschluss vom 4. Oktober 1876 durch eine eiserne Brücke – die Kosten betragen 45.642 Mark – ersetzt.
Aufgrund des wachsenden Kraftverkehrs beschließt die württembergische Verwaltung 1930, auf eigene Kosten eine neue Argenbrücke mit 30 Tonnen Tragkraft zu bauen. Am 4. Oktober 1934 wird diese (Bauwerksnummer 8323506) dem Verkehr übergeben. Mit einer Spannweite von 54 Metern dient sie 45 Jahre lang dem Verkehr, ehe sie 1979 im Zuge der Neutrassierung der Bundesstraße 31 durch eine neue Spannbetonbrücke 300 Meter flussabwärts entlastet wird.

## Schutzgebiet
Im Bereich von Kochermühle ist das 13 Hektar große Landschaftsschutzgebiet Steilrand und Schotterfeld des Argentals südlich der Kochermühle ausgewiesen. Wesentlicher Schutzzweck ist die Erhaltung der während der letzten Eiszeit geschaffenen, spätglazialen Argenterrasse.